# ورقة 50 دولار أسترالي
ورقة 50 دولار أسترالي هي عملة ورقية أسترالية تبلغ قيمتها الاسمية خمسين دولارًا أستراليًا. على وجه ورقة البوليمر منذ عام 1995 ديفيد أونايبون المخترع والمؤلف الأسترالي الأصلي، وعلى ظهرها صورة إديث كوان أول عضوة في البرلمان الأسترالي.

## 1966–1973
لم تطرح ورقة الخمسين دولار في السلسلة الأولي في عام 1966، ولكن التضخم استلزم طرحها بعد سبع سنوات في عام 1973.

## 1973–1995
أصدرت أول ورقة 50 دولار يوم الثلاثاء 9 أكتوبر 1973 صممها جوردون أندروز. على وجه الورقة صورة عالم الأمراض الأسترالي هاوارد فلوري وكتب وأدوات تعليمية.على الظهر صورة البيطري Sir Ian Clunies Ross ‏ كان رئيسًا هيئة البحوث الأسترالية بالإضافة إلى مشاهد من البيئة الأسترالية.

## 1995–2018

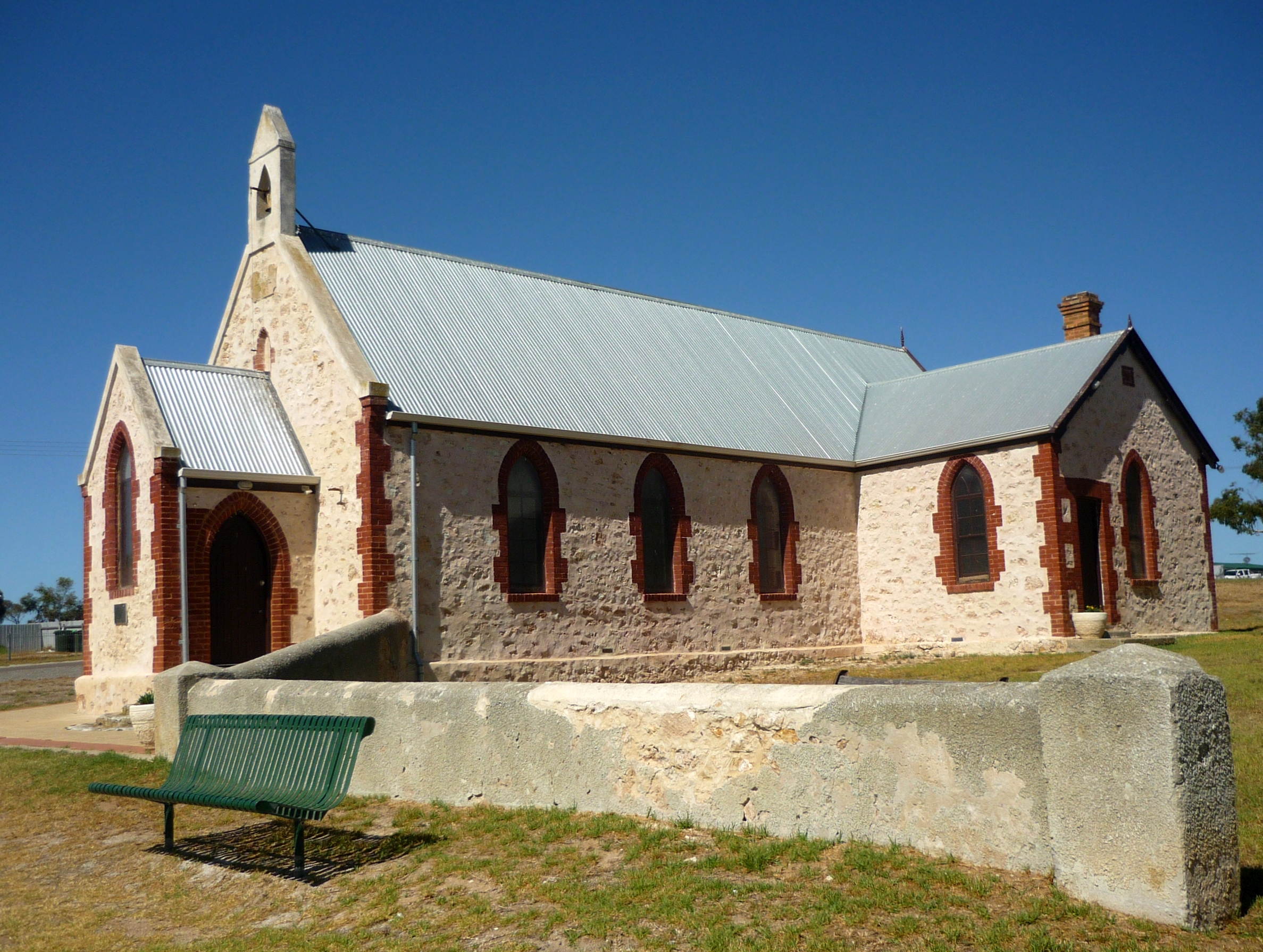
كنيسة راوكان، جنوب أستراليا الظاهرة في ورقة عام 1995

أصدرت ورقة البوليمر في يوم الأربعاء 4 أكتوبر 1995 صمم الورقة بريان سادجروف.
على وجه الورقة صورة ديفيد أونايبون من شعب نغارينجيري هو مخترع ومؤلف أول عمل للسكان الأصليين نشر في أستراليا وفي الخلفية رسومات لأحد اختراعاته، واقتباس من المخطوطة الأصلية لكتابه Legendary Tales of the Australian Aborigines. وأيضا صورة كنيسة Raukkan وهي معلم تاريخي في Raukkan مكان نشأة ديفيد أونايبون. الزوجان الواقفان أمام الكنيسة هما بولي وميليروم. كان ميليروم آخر شخص من شعب نغارينجيري المحلي. لقد كان يحظى باحترام كبير ولعب دورًا كبيرًا في تسجيل تاريخ شعب نجاريندجيري في كورونج.
على الظهر صور صورة إديث كوان أول عضوة في برلمان أسترالي وصورة لمبنى البرلمان الأصلي في أستراليا الغربية وأطفال.
كان هناك 686 مليون ورقة 50 متداولة في يونيو 2017 بقيمة 34.309 مليون دولار، أي 47% من القيمة الإجمالية لجميع الفئات.

## 2018–الآن
أعلن بنك الاحتياطي الأسترالي في 27 سبتمبر 2012 عن تحديث الأوراق النقدية الأسترالية في السنوات القادمة.
كشف بنك الاحتياطي الأسترالي في 15 فبراير 2018 عن تصميم جديد لورقة 50 دولار بعد إصدار نسخ محدثة من أوراق 5 دولارات في سبتمبر 2016 و10 دولارات سبتمبر 2017. تتميز الورقة بميزات أمان محدثة، وطرحت للتداول يوم الخميس 18 أكتوبر 2018.
اكتشف خطأ مطبعي حيث لم يكتب حرف "i" الأخير في "responsibility" وكتب بدلا من ذلك "responsibilty" في النسخ المطبوعة قبل مايو 2019 كان هذا الخطأ في 46 مليون نسخة. وأكد البنك الاحتياطي أنه كان على علم بالخطأ منذ ديسمبر 2018 وقام بتصحيح الكتابة في سنوات الطباعة القادمة.